# Southern Pacific (Neil Young)
Southern Pacific is een lied dat werd geschreven door Neil Young. Hij bracht het aan het eind van 1981 uit een op een single met Motor city op de B-kant. De single bereikte nummer 72 in de Billboard Hot 100 en nummer 22 in de rocklijst van Billboard. Verder verscheen het dat jaar op zijn album Re-ac-tor.
De titel verwijst naar de spoorwegmaatschappij Southern Pacific. Young heeft een fascinatie voor treinen die mede gegroeid is omdat hij voor zijn gehandicapte zoon een spoorwegenstelsel voor modeltreinen heeft aangelegd. Ook had hij in de jaren negentig een groot aandeel in Lionel LCC, een importeur en ontwerper van modeltreinen.
Het nummer gaat over een machinist van Southern Pacific die gedwongen met pensioen ging omdat zijn zicht was achteruitgegaan. Het beschrijft hem terwijl hij nog aan het werk is en hij een traject aflegde door een bergachtig landschap en langs de kustlijn.
Van het nummer brachten The Del-Lords een cover uit op hun elpee Elvis Club (2013).